# Werner Schaler
Werner Schaler († 18. März 1409) war von 1382 bis 1392 Bischof von Basel der avignonesischen Obödienz.

## Leben
Werner war der Sohn des Ritters Rudolf Schaler, eines bischöflichen Ministerialen und Schultheissen. Er ist 1351 als Domherr und 1368 als Archidiakon in  Basel belegt. Werner wurde 1382 von einer Minderheit des Domkapitels zum Bischof von Basel gewählt und am 21. November von dem avignonesischen Papst Clemens VII. bestätigt. Die Mehrheit des Domkapitels wählte im November den Propst von Saint-Ursanne, Imer von Ramstein, der im März 1383 vom römischen Papst Urban VI. bestätigt wurde. Mit Wolfhard von Ehrenfels, der 1378 von Urban VI. zum Koadjutor und 1381 zum Bischof von Basel ernannt wurde, gab es drei Konkurrenten um den Bischofssitz. Wolfhard, der sich im Bistum nicht durchsetzen konnte und die Unterstützung des Königs einbüsste, resignierte gegen eine Entschädigung 1385. Imer bestellte 1381 den Straßburger Bischof Friedrich von Blankenheim zum Koadjutor und trat daraufhin zurück. Werner konnte sich dank der Unterstützung Leopolds III. zunächst in den habsburgischen Gebieten behaupten. Nachdem Leopolds Nachfolger Albrecht III. ihm den Rückhalt entzogen hatte, verzichtete Werner 1392 auf das Bistum. Er erhielt die Pfandschaft über die Herrschaft Istein auf Lebenszeit als Entschädigung.